# HD26650
HD26650 — хімічно пекулярна зоря спектрального класу A5, що має видиму зоряну величину в смузі V приблизно  8,5.
Вона знаходиться у сузір'ї Тельця й  розташована на відстані близько 1284,1 світлових років від Сонця.

## Пекулярний хімічний вміст
Зоряна атмосфера HD26650 має підвищений вміст 
Cr
.